# Fahd Awad Szahin
Fahd Awad Szahin, Fahad Awadh Shaheen, arab. فهد عوض (ur. 26 lutego 1985 w Kuwejcie) – kuwejcki piłkarz występujący na pozycji obrońcy. Obecnie jest zawodnikiem Al-Kuwait Kaifan.